# Arenaria szechuanensis
Arenaria szechuanensis är en nejlikväxtart som beskrevs av Frederic Newton Williams. Arenaria szechuanensis ingår i släktet narvar, och familjen nejlikväxter. Inga underarter finns listade i Catalogue of Life.